# Paul Möhring
Paul Heinrich Gerhard Möhring (també dit Paul Mohr; 21 de juliol de 1710, Jever – 28 d'octubre de 1792) va ser un metge, zoòleg i botànic alemany.
Möhring va ser el metge del Príncep d'Anhalt. L'any 1752 publicà Avium Genera, un intent de classificació de les espècies d'ocells.
Estudià medicina a Danzig i a Wittenberg. Va entablir correspondència amb Albrecht von Haller, Lorenz Heister, Carl Linnaeus, Hans Sloane i Paul Gottlieb Werlhof. El gènere de plantes cariofil·làcies Moehringia, establert per Linnaeus, el recorda.

## Obres principals
- "De inflammationis sanguineae theoria mechanica", 1733.
- "Historiae medicinales", 1739.
- "Avium genera", 1752.
- Geslachten der Vogelen 1758.[2]